# Sozialversicherungsbetrug
Sozialversicherungsbetrug (auch: Sozialbetrug) ist ein Straftatbestand bei dem durch verschiedene Methoden die Höhe der für den Arbeitnehmer zu zahlenden Sozialverischerungsbeiträge durch vorsätzliche Manipulation verändert werden.

## Deutschland
In Deutschland ist Sozialversicherungsbetrug gemäß § 263 des Strafgesetzbuch (Betrug) strafbar, § 266a Strafgesetzbuch geht konkret auf das „Vorenthalten und Veruntreuen von Arbeitsentgelt“. Die Sozialversicherungsträger können den Betrug durch ihre eigenen Betriebsprüfungen bei den Unternehmen feststellen und die zuständigen Behörden (Polizei, Staatsanwaltschaft oder auch Zollkriminalamt) darüber informieren die eigene Ermittlungen beginnen.

### Arten des Sozialversicherungsbetrug
Zu den Arten des Sozialversicherungsbetrug gehören:
- Arbeitszeitbetrug
- Scheinselbstständigkeit[3]
- Verheimlichen von Einkommen
- Vortäuschen einer Erwerbsminderung
- Erschleichen von Rentenleistungen